# Романенко Олена Вікторівна
Оле́на Ві́кторівна Романе́нко (нар. 17 лютого 1949, Донецьк) — українська оперна співачка (мецо-сопрано) і педагог. Народна артистка України (1996).

## Життєпис
1973 — закінчила Харківський національний університет мистецтв імені Івана Котляревського (клас Л. Г. Баженової)
Від 1972 — солістка Харківського національного академічного театру опери та балету імені Миколи Лисенка. Серед її партнерів і вчителів по сцені — Є. Червонюк.
Співала на сценах Бельгії, Німеччини, Італії, Франції, Іспанії, Нідерландів, Росії, Білорусі, Польщі, Чехії, Румунії, Угорщини.
1996 року удостоєна звання народної артистки України.
Викладає в Харківському університеті мистецтв імені Івана Котляревського.

## Партії
- Амнеріс («Аїда» Дж. Верді)
- Азучена («Трубадур» Дж. Верді)
- Графиня, Поліна, Солоха («Пікова дама», «Черевички» П. Чайковського)
- Даліла («Самсон і Даліла» К. Сен-Санса)
- Еболі («Дон Карлос» Дж. Верді)
- Кармен («Кармен» Ж. Бізе)
- Кончаківна («Князь Ігор» О. Бородіна)
- Ларіна («Євгеній Онєгін» П. Чайковського)
- Любаша («Царева наречена» М. Римського-Корсакова)
- Марина Мнішек («Борис Годунов» М. Мусоргського)
- Настя («Тарас Бульба» М. Лисенка)
- Одарка («Запорожець за Дунаєм» С. Гулака-Артемовського)
- Партія мецо-сопрано («Реквієм» Дж. Верді)
- Ульріка («Бал-маскарад» Дж. Верді)
- Фенена («Набукко» Дж. Верді)